# 森谷里美
森谷 里美（もりや さとみ、1982年4月16日 - ）は、日本の女性声優。山形県出身。マウスプロモーション所属。
つきねこのメンバーとして2014年まで活動していた。

## 略歴
『らんま1/2』と『幽☆遊☆白書』で職業としての声優を知った。一度出身地で就職していたが、どうしても声優の仕事に就きたく上京したという。
勝田声優学院卒業生。
2009年よりマウスプロモーションに所属。
2020年12月31日、自身のTwitterにて、一般男性と結婚したことを報告した。

## 人物
方言は山形弁。趣味・特技は歌。

## 出演
太字はメインキャラクター。

### テレビアニメ
2009年
- イナズマイレブン（浪川花子）
- DARKER THAN BLACK -流星の双子-（エレーナ）
- 乃木坂春香の秘密 ぴゅあれっつぁ♪（六条菖蒲）

2010年
- 海月姫（女子大生）
- 伝説の勇者の伝説（看守の妻）
- はっけん たいけん だいすき!しまじろう
- 百花繚乱 サムライガールズ（風紀委員B、メイド長、兵士B、パイロット）
- みつどもえ（2010年 - 2011年、本庄、犬口） - 2シリーズ

2011年
- お兄ちゃんのことなんかぜんぜん好きじゃないんだからねっ!!（担任）
- ブレイド（娼婦）
- まよチキ!（女子生徒、男子）
- レベルE（藤井）

2012年
- アイカツ!（2012年 - 2014年、三ノ輪ヒカリ、望月ゆかり、木村リオ、宮内もも、稲垣千晴、相馬裕太、可川風花、ファン、生徒、女性、店員、女生徒2、食堂のおばちゃん）
- アクエリオンEVOL（クラス女子、女子、女子生徒、オペレーター女子）
- ガールズ&パンツァー（エルヴィン〈松本里子〉）
- GON -ゴン-（サン）
- 戦国コレクション（スタイリスト）
- 探検ドリランド（観光客）
- 夏目友人帳 肆（みさ江）
- はいたい七葉（恣意子）
- パパのいうことを聞きなさい!（生徒）
- ポヨポヨ観察日記
- 輪廻のラグランジェ（葛原ともえ、イリーナ・クレス） - 2シリーズ

2013年
- AMNESIA（サワ）
- 犬とハサミは使いよう（女子高生A）
- 宇宙戦艦ヤマト2199（西条未来、SID〈コスモゼロ〉、ソードスリー・ナビ音声）※2012年劇場先行公開
- おじゃる丸（タンポポ、女性客）
- ドキドキ!プリキュア（美智子、男の子、女子生徒、千葉、森本エル）

2014年
- SHIROBAKO（宮森かおり）
- ハイキュー!!（生徒D）

2016年
- 金田一少年の事件簿R（鐘本あかり）
- Bloodivores（シーモン・グーチン）
- ブレイブウィッチーズ（新藤美枝）

2017年
- アイカツスターズ!（記者）

2018年
- 人外さんの嫁（担任）
- 宇宙戦艦ヤマト2202 愛の戦士たち（西条未来）※2017年劇場先行公開

2020年
- アイカツオンパレード!（三ノ輪ヒカリ）

2021年
- 新幹線変形ロボ シンカリオンZ（2021年 - 2022年、大石ミサキ）

### 劇場アニメ
2009年
- センコロール（ケイ）

2010年
- ブレイク ブレイド（アテネス連邦の女性兵）

2012年
- ねらわれた学園（女生徒B）

2014年
- 宇宙戦艦ヤマト2199 星巡る方舟（西条未来）
- 劇場版 アイカツ!（三ノ輪ヒカリ）

2015年
- ガールズ&パンツァー 劇場版（エルヴィン〈松本里子〉）

2016年
- アイカツ! 〜ねらわれた魔法のアイカツ!カード〜（三ノ輪ヒカリ）

2019年
- 映画コラショの海底わくわく大冒険!（ラッキー）

2020年
- 劇場版 SHIROBAKO（宮森かおり、新人声優A、なめろうの男の子E）

2021年
- 劇場版 BanG Dream! Episode of Roselia Ⅰ：約束（リサの友人、審査員）

### OVA
2010年
- 眼鏡なカノジョ（麻生花奈）
- 百合星人ナオコサン（奈緒子）

2011年
- 山形県鶴岡の民話（ナレーション、登場人物）

2012年
- コープスパーティー Missing Footage（吉沢遼）
- 乃木坂春香の秘密 ふぃな〜れ♪（六畳菖蒲）
- 輪廻のラグランジェ（2012年 - 2014年、葛原ともえ）  - 3シリーズ

2013年
- ガールズ&パンツァー（エルヴィン）
- コープスパーティー Tortured Souls -暴虐された魂の呪叫-（吉沢遼）

2014年
- ガールズ&パンツァー「これが本当のアンツィオ戦です!」（エルヴィン〈松本里子〉）

2017年
- ガールズ&パンツァー 最終章（2017年 - 2023年、エルヴィン、上西千代子、飛騨エマ）

### Webアニメ
- マウスどうぶつえん（2017年 - 、ペンギンのさとみ）
- マウスどうぶつえん名作劇場（2020年、ペンギンのさとみ）

### ゲーム
2009年
- イナズマイレブン2 脅威の侵略者（土州恋）

2010年
- 剣と魔法と学園モノ。2G（キャンティ）
- コープスパーティー ブラッドカバー リピーティッドフィアー（天戸屋成、卜部恵美、吉沢遼）

2011年
- イナズマイレブン ストライカーズ（2011年 - 2012年、土州恋） - 3作品
- AMNESIA（サワ）
- 学園ヘタリア portable
- コープスパーティー Book of Shadows（卜部恵美、吉沢遼）
- ファントムブレイカー（影霧）

2012年
- AMNESIA LATER（サワ）
- 君と一緒に2（村西美雪）
- ゲームでも、パパのいうことを聞きなさい!（ケーキ屋店員）
- コープスパーティー -THE ANTHOLOGY- サチコの恋愛遊戯♥Hysteric Birthday 2U（卜部恵美、吉沢遼）
- シェルノサージュ〜失われた星へ捧ぐ詩〜（パリー〈パラライノ〉）
- とってもE麻雀（西園寺葉月）

2013年
- AMNESIA CROWD（サワ）
- AMNESIA V Edition（サワ）
- ファントムブレイカー: エクストラ（影霧）
- ファントムブレイカー: バトルグラウンド（影霧）

2014年
- AMNESIA LATER×CROWD V Edition（サワ）
- AMNESIA World（サワ）
- 御城プロジェクト（根城、石倉城、厩橋城、前橋城、大聖寺城、鹿児島城）
- ガールズ&パンツァー 戦車道、極めます!（エルヴィン〈松本里子〉）
- グランブルーファンタジー（2014年 - 2024年、シルフ、ゴブリンプリンセス）
- コープスパーティー BLOOD DRIVE（卜部恵美）
- 神撃のバハムート（ルミナスメイジ）
- とってもE麻雀ぷらす（西園寺葉月）
- ヒーローズプレイスメント（馬見ヶ崎圭）
- 流星☆ハレーション（天野美空）

2015年
- アイカツ! My No.1 Stage!（三ノ輪ヒカリ）
- 絶対迎撃ウォーズ（チューリング）
- ファントムブレイカー: バトルグラウンド オーバードライブ（影霧）
- ミリ姫大戦 −Militärische Mädchen−（パットン）

2016年
- アイカツ! フォトonステージ!!（三ノ輪ヒカリ）
- 御城プロジェクト:RE（根城、石倉城、厩橋城、前橋城、大聖寺城、鹿児島城、鶴丸城、ドーヴァー城）
- ストリートファイターV（ノウェンベル）
- ぷよぷよ!!クエスト（2016年 - 2020年、ミノア、アルリシャ）

2017年
- Shadowverse（キュベレー、ルミナスメイジ、ゴブリンプリンセス）

2018年
- 装甲娘（ウサミ カナメ、ヒトトセ ナオ）
- ガールズ&パンツァー ドリームタンクマッチ（エルヴィン）

2019年
- ポケモンマスターズ / EX（2019年 - 2021年、ツクシ）

2020年
- ファイナルファンタジーVII リメイク（ジェシー・ラズベリー）
- 装甲娘 ミゼレムクライシス（2020年 - 2021年、マスカレードJ、クノイチ弐式）
- ドラゴンクエストX いばらの巫女と滅びの神 オンライン（ラマチャ、リアサ）
- モンスターストライク（2020年 - 2024年、ヘルヘイム、アンラ・マンユ、ディスモルフォ）

2021年
- プロジェクトセカイ カラフルステージ! feat. 初音ミク（鳳ひなた、斎藤彩香）
- ブレイブ フロンティア レゾナ（エリシア）

2023年
- ドラゴンクエストX 眠れる勇者と導きの盟友 オフライン（フィーロ）

2024年
- ファイナルファンタジーVII リバース（ジェシー・ラズベリー）

2025年
- 機動戦士ガンダム U.C. ENGAGE（マリ・ミラネス）

### モーションコミック
- 清く正しく美しく（2008年、旭山つかさ）
- 地球の放課後（2014年、早苗[53]）

### ラジオ
※はインターネット配信。
- つきねこラジオverソワレ2（2010年 - 2011年、DNEメディアステーション※）
- 森谷里美の完パケラジオ!（2010年 - 、HiBiKi Radio Station※）
- アキバ発!! カレーの秘密の部活動（2012年、ラジカメSTATION!※）

### ラジオドラマ
- ハンドメイドシネマ（三橋さえ[54]）

### ネット配信
- アキバ発!! カレーの秘密の部活動（ラジカメSTATION：2012年7月13日 - ）

### ドラマCD
- AMNESIAドラマCD 〜冥土の国のアムネシア〜（サワ）
- 黒薔薇アリス（カトリーヌ）
- つきねこ（しのぶ）
- Drama CD 薔薇嬢のキス〜rose2〜（コンビニ店員）
- グランブルーファンタジー「救国の忠騎士」ディレクターズカット版（2016年、シルフ）

### 吹き替え

#### 映画
- コネクテッド
- ザ・ファーム 法律事務所
- SOMEWHERE（バンビ）
- テイク・シェルター（ハンナ）
- ディセンダント（イヴィ〈ソフィア・カーソン〉）
  - ディセンダント2
  - ディセンダント3
- なんちゃって家族（メリッサ・フィッツジェラルド〈モリー・クイン〉）
- 初恋の想い出
- ビーチ・シャーク
- マーヴェリックス/波に魅せられた男たち（キム〈レヴェン・ランビン〉）

#### ドラマ
- iCarly
- イケメンラーメン店
- きみはペット
- glee/グリー（マック）
- クリミナル・マインド7 FBI行動分析課
- シェイムレス 俺たちに恥はない（エセル）
- スキップ・ビート! 〜華麗的挑戦〜
- CHUCK/チャック（アレックス）
- BONES -骨は語る-
- マードック・ミステリー 〜刑事マードックの捜査ファイル〜
- ミディアム5 霊能者アリソン・デュボア

#### アニメ
- スター・ウォーズ/クローン・ウォーズ (テレビアニメ)（プルーマ）
- ルーニー・テューンズ・ショー（受付、レストラン女、インストラクター）

### オーディオブック
- 天地明察（2015年、こと）

### 舞台
- マウスプロモーション50周年記念公演「ぼくの好きな先生」（2024年）[55]）
- ぽわわわわん ろっこめ「あるひ森のなか短編にであった」（2024年[56]）

### その他コンテンツ
- 小中部（ショウゲートアニメーションチャンネル内）
- Water Rat Back?
- こっこ（バナナこっこちゃん）[57]
- 絵本「雲の森のマーカス」 PV（マーカス[58]）
- 進研ゼミ小学講座（ラッキー）(一部作品)
- CM INDEX（ナレーション）

### シリーズ一覧
1. ↑  『ピクチャードラマ』（2012年）、『鴨川デイズ』（2012年）、『旅立ちの日、鴨川』（2014年）
2. ↑  『ストライカーズ』『2012エクストリーム』（2011年）、『GO 2013』（2012年）